# 통일민주당 창당 방해 사건
통일민주당 창당 방해 사건(統一民主黨 創黨 妨害 事件) 또는 일명 용팔이 사건은 통일민주당의 창당대회를 폭력배들이 방해한 사건이다. 당시 사건 주동자 김용남의 별명 '용팔이'에서 유래되었다. 이 사건은 전두환 정권의 지시로 안기부가 개입한 대표적인 정치공작의 하나이다.
군사정권의 억압속에 대통령 직선제 개헌을 주장하는 분위기가 높아졌지만, 신한민주당의 이민우 총재, 이철승 등은 당시 정부의 내각제 개헌에 대해 지지의사를 밝혔다. 이에 반발한 김영삼, 김대중 등은 70여명의 의원들과 함께 신한민주당을 탈당하여 통일민주당 창당을 추진하였다. 1987년 4월 20일부터 4월 24일까지 통일민주당의 20여개 지구당에 폭력배들이 난입하여 기물을 부수고 당원들을 폭행하는등 난동을 부렸으며, 이로 인해서 창당대회는 인근 식당이나 길거리에서 약식으로 치러졌다. 통일민주당측은 처음부터 이것은 정부가 개입한 비열한 정치공작이라 규탄하고 엄정한 수사를 촉구하였으나, 수사는 제대로 진행되지 않았다. 결국 전두환 정권이 물러나고 서울 올림픽이 한창인 1988년 9월이 되어서야 김용남과 이선준 당시 신민당 청년부장이 검거되었다. 검찰은 신민당의 이택희, 이택돈 의원이 청부폭력을 지시했다고 결론을 내리고 서둘러 사건을 종결했다.
김영삼 대통령이 취임한 1993년에 이 사건을 재조사했고, 결국 강력한 야당 출현을 막기 위해 장세동 당시 안기부장이 이택희, 이택돈 의원에게 5억원을 제공한 사실이 드러났다.